# Iskaraberg
Der Iskaraberg ist eine bewaldete Anhöhe (637 m ü. NHN) südöstlich von Sophienthal, einem Gemeindeteil des Marktes Weidenberg (Landkreis Bayreuth) im südwestlichen Fichtelgebirge. Unmittelbar westlich des Berges verläuft das Tal der Warmen Steinach. Berg und Wald sind Grundeigentum des bayerischen Staates, zuständig ist der Forstbetrieb Fichtelberg.

## Namensdeutung
Frühere Schreibweisen waren Ißgur, Isgur, Ißkera oder Iscara, was als „Berg bei der Weidemulde“ gedeutet wird.

## Wasserscheide
Über den Iskaraberg verläuft die Wasserscheide zwischen dem Main und der Naab.

## Ehemaliger Bergbau
Im Jahr 1511 und 1516 haben verschiedene Bürger Mutungsrechte auf Eisenerz erhalten. Die Verarbeitung des Erzes erfolgte in Hammerwerken im nahegelegenen Sophienthal. Das Mutungsrecht der Maxhütte auf die Schächte Iskara I und Iskara II ist erst 1934 erloschen. 

## Touristische Nutzung
Nördlich von Sophienthal befindet sich ein Wanderparkplatz mit verschiedenen Rundwegen. Der Rundwanderweg Nr. 6 führt um den Iskaraberg.